# Festival Internacional de Cine de San Sebastián 1991
La 39.ª edición del Festival Internacional de Cine de San Sebastián se celebró entre el 19 y el 28 de septiembre de 1991. El Festival se consolidó en la máxima categoría A (festival competitivo no especializado) de la FIAPF. 

## Desarrollo
El festival se inauguró el 19 de septiembre por el nuevo director, el belga Rudi Barnet, apadrinado por Claudia Cardinale con la proyección de Caccia alla vedova y la presencia de los actores Klaus Kinski, Jane Seymour y Malcolm McDowell. Por primera vez la Concha de Oro será premiada con una cantidad en metálico (200.000 ecus), e incluirá una sección de "Panorama del cinema español", los mercados Screening Donostia y Merkado/Azoka (con 400 películas de catálogo) y la sección Documentales de creación. El día 20 se proyectaron Alas de mariposa,  Shuttlecock y fuera de concurso Acto de contrición. El día 21 Ucieczka z kina "Wolność" y Scorchers, protagonizada por Faye Dunaway, y llegó Charlton Heston, el 22 Zombie ja kummitusjuna y Kamigata kugai zoshi, el 23 La noche más larga y Los papeles de Aspern el 24 Nevozvraixtxenets y Highway 61, y fuera de concurso Los chicos del barrio, el 25 Den store badedag, Erster Verlust y Barton Fink (fuera de concurso), al  mismo tiempo que visitaba el festival Anjelica Huston. El día 26 se proyectó I Was on Mars, Waiting y la galesa Un Nos Ola Leuad y el 27 Tierra de armarios y Vörös vurstli. El 28 se clausuró el festival con Cita con Venus y la visita de Glenn Close y Anthony Perkins, aunque se anunció que finalmente Robert De Niro no podría venir, y se entregaron los premios.

## Jurados
Jurado de la Sección Oficial
- Paul Leduc (Presidente)
- Fernando Colomo
- Xabier Elorriaga
- Janusz Morgenstern
- Karen Xakhnazarov
- Bodo Fründt

## Películas

### Sección Oficial
Las 15 películas siguientes compitieron para el premio de la Concha de Oro a la mejor película:
| Título en España          | Título original          | Director(es)             | País        |
| ------------------------- | ------------------------ | ------------------------ | ----------- |
| Alas de mariposa          | Alas de mariposa         | Juanma Bajo Ulloa        | España      |
| Tierra de armarios        | Closet Land              | Radha Bharadwaj          | EE. UU.     |
| Den store badedag         | Den store badedag        | Stellan Olsson           | Dinamarca   |
| Erster Verlust            | Erster Verlust           | Maxim Dessau             | Alemania    |
| Highway 61                | Highway 61               | Bruce McDonald           | Canadá      |
| I Was on Mars             | I Was on Mars            | Dani Levy                | EE.UU.      |
| Kamigata kugai zoshi      | Kamigata kugai zoshi     | Tetsutaro Murano         | Japón       |
| La noche más larga        | La noche más larga       | José Luis García Sánchez | España      |
| Los papeles de Aspern     | Los papeles de Aspern    | Jordi Cadena             | España      |
| Nevozvraixtxenets         | Nevozvraixtxenets        | Sergey Snezhkin          | URSS        |
| Cuerpos ardientes         | Scorchers                | David Beaird             | EE.UU.      |
| Shuttlecock               | Shuttlecock              | Andrew Piddington        | Francia     |
| Huida del cine Libertad   | Ucieczka z kina "Wolność | Wojciech Marczewski      | Polonia     |
| Un Nos Ola Leuad          | Un Nos Ola Leuad         | Endaf Emlyn              | Reino Unido |
| Vörös vurstli             | Vörös vurstli            | György Molnár            | Hungría     |
| Waiting                   | Waiting                  | Jackie McKimmie          | Australia   |
| Zombie y el tren fantasma | Zombie ja kummitusjuna   | Mika Kaurismäki          | Finlandia   |

### Fuera de competición
Las películas siguientes fueron seleccionadas para ser exhibidas fuera de competición: 
| Título en España      | Título original    | Director(es)            | País        |
| --------------------- | ------------------ | ----------------------- | ----------- |
| Acto de contrición    | Atto di dolore     | Pasquale Squitieri      | Italia      |
| Barton Fink           | Barton Fink        | Joel Coen               | EE.UU.      |
| Los chicos del barrio | Boyz N the Hood    | John Singleton          | EE.UU.      |
| Caccia alla vedova    | Caccia alla vedova | Giorgio Ferrara         | Italia      |
| Carmen                | Carmen             | Carlos Saura            | España      |
| Mala Yerba            | Mala Yerba         | José Luis Pérez Tristán | España      |
| Cita con Venus        | Meeting Venus      | István Szabó            | Reino Unido |

### Otras secciones oficiales

#### Zabaltegi[17]
| Título original                       | Director(es)          | País        |
| ------------------------------------- | --------------------- | ----------- |
| Das Lachen der Maca Daracs            | Dieter Berner         | Alemania    |
| Der zynische Körper                   | Heinz Emigholz        | Alemania    |
| Dream on                              | Amber                 | Reino Unido |
| Dukhov den                            | Sergey Selianov       | URSS        |
| Hope                                  | Mari Carmen Galán     | España      |
| Jericó                                | Luis Alberto Lamata   | Venezuela   |
| Paisaje inquietante, nocturno (corto) | José Antonio Sistiaga | España      |
| Terranova                             | Ferran Llagostera     | España      |
| The Grass Arena                       | Gillies MacKinnon     | EE.UU.      |
| Uova di garofano                      | Silvano Agosti        | Italia      |

### Zabaltegi-Nuevos realizadores[18]
| Título original                                    | Director(es)                     | País         |
| -------------------------------------------------- | -------------------------------- | ------------ |
| Blood and Concrete                                 | Jeffrey Reiner                   | EE.UU.       |
| Chiedi la luna                                     | Giuseppe Piccioni                | Italia       |
| Crack                                              | Giulio Base                      | Italia       |
| Die zukünftigen Glückseligkeiten                   | Fred van der Kooij               | Países Bajos |
| Hijo del río                                       | Ciro Cappellari                  | Argentina    |
| Las tumbas                                         | Javier Torre                     | Argentina    |
| Little Frank                                       | Catherine McDonnell              | EE.UU.       |
| Little Secrets                                     | Mark Sobel                       | EE.UU.       |
| Nach Erzleben                                      | Stefan Dähnert                   | Alemania     |
| Zakat                                              | Alexander Zeldovich              | URSS         |
| Schacko Klak                                       | Frank Hoffmann y Paul Kieffer    | Luxemburgo   |
| Siempre felices                                    | Pedro Pinzolas                   | España       |
| Til en ukjent                                      | Unni Straume                     | Noruega      |
| Toto, el héroe                                     | Jaco van Dormael                 | Bélgica      |
| Und wenn's nicht klappt, dann machen wir's nochmal | Volker Einrauch y Lothar Kurzawa | Alemania     |
| Unde la soare e frig                               | Bogdan Dreyer                    | Rumanía      |
| Wilma wohnt weit weg                               | Dirk Schäfer                     | Alemania     |

#### Retrospectivas
Las retrospectivas de este año fueron para el actor y director Richard Attenborough (con la proyección de Gandhi o La gran evasión); Todo modo …¿o algún modo? (V Centenario de Ignacio de Loyola), un compendio de películas que tratan la religión desde diferentes perspectivas (como La misión, El exorcista o Pequeñeces)  y Kurier.

## Palmarés

### Premios oficiales
Ganadores de la Sección Oficial del 41º Festival Internacional de Cine de San Sebastián de 1991:
- Concha de Oro: Alas de mariposa de Juanma Bajo Ulloa
- Premio Especial del Jurado: Nevozvraixtxenets de Sergey Snezhkin
- Concha de Plata al mejor Director: Bruce McDonald por Highway 61
- Concha de Plata a la mejor Actriz: Deborra-Lee Furness, Noni Hazlehurst, Helen Jones y Fiona Press por Waiting
- Concha de Plata al mejor Actor: Silu Seppälä por Zombie ja kummitusjuna
- Premio Nuevos Directores: Crack de Giulio Base
- Premio documental de creación: 
  - Reiz dzīvoja septiņi Simeoni de Hercs Frank
  - It's a Blue World de Torben Skjødt Jensen
- Premio de la Juventud: Tierra de armarios de Radha Bharadwaj
- Premio FIPRESCI:  I Was on Mars de Dani Levy
- Premio OCIC: Den store badedag de Stellan Olsson
- Premio CICAE: Den store badedag de Stellan Olsson
- Premi del Ateneo Guipuzcoano: Cuerpos ardientes de David Beaird
- Premio Donostia: Anthony Perkins